# ヨハン・カール・メーゲルレ・フォン・ミュールフェルト
ヨハン・カール・メーゲルレ・フォン・ミュールフェルト（Johann Carl Megerle von Mühlfeld, 1765年 - 1840年）は、オーストリアの博物学者・昆虫学者・学芸員。
ウィーンの自然史博物館に勤め、アンドレアス・クサヴェリウス・シュテュッツとともに軟体動物コレクションの一部と鉱石を担当した。メーゲルレが扱ったのは、それまで同僚たち全員が避けてきた主題、すなわち、地表から産出した標本の目録作成であった。自然史コレクションを陳列し、1797年に館長になる。1835年の暮れに引退した。
1806年にウィーン自然史博物館がヨーロッパの昆虫に関するメーゲルレのコレクションを買い取り、メーゲルレ本人は昆虫学に関する主席学芸員となった。また、ヨーロッパの蝶に関するGundian collectionの購入のまとめ役となった。これらの古いコレクションとメーゲルレの標本は、1848年10月にホーフブルク宮殿の大火で焼失した。
メーゲルレが命名した分類群として、コフキコガネの一種（Melolontha pectoralis）や、二枚貝のマルスダレガイ科Chione属やシジミ科（以上1811年命名）と、マイマイの一種（Helix perspectiva、こんにちではDiscus perspectivusと呼ばれるもの。1816年命名）の例が挙げられる。
腕足類の“Megerlia King, 1850”や巻貝の“Odostomia megerlei Locard, 1886”は、おそらくヨハン・カール・メーゲルレにちなんで命名された。
自筆原稿はベルリン国立図書館に保管されている。

## 註
1. ↑  Naturhistorisches Museum Wien: History of the entomological collections

## 参考書籍
- Megerle von Mühlfeld, J.C. (1816). Beschreibung einiger neuen Conchylien. Magazin der Gesellschaft Naturforschender Freunde zu Berlin 8(1):4.